# Fédération des femmes sud-africaines

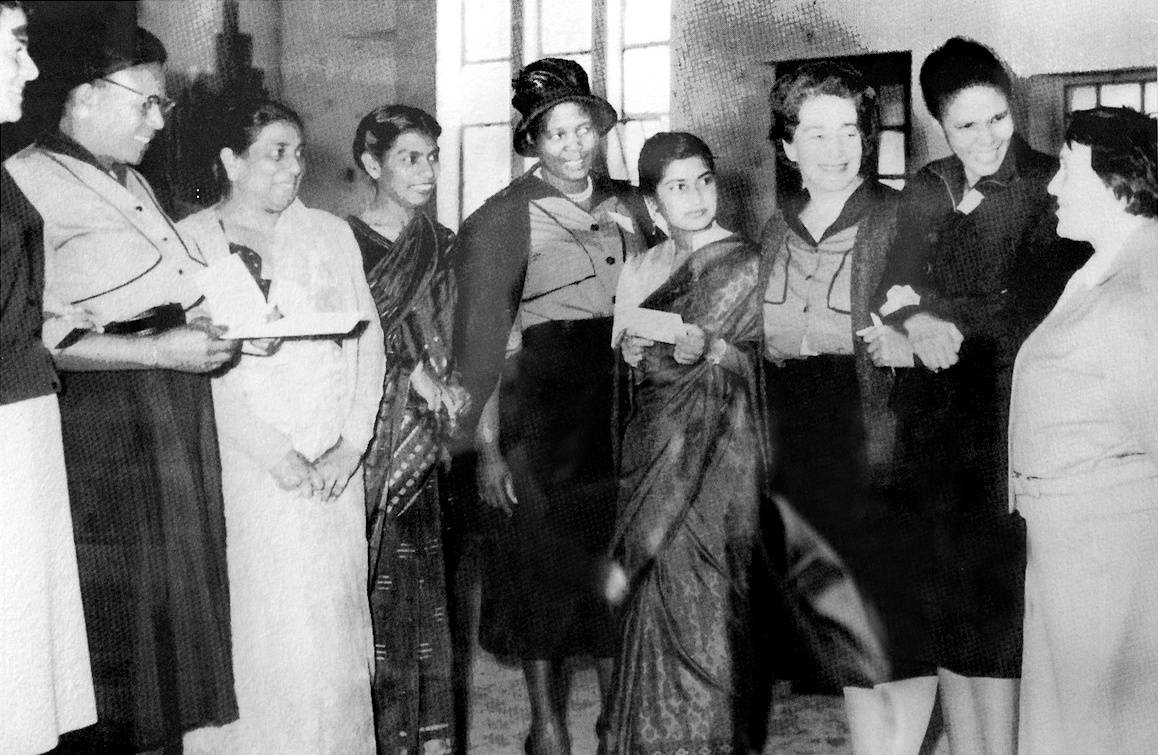
Membres de la Fédération des femmes sud-africaines en 1955.

La Fédération des femmes sud-africaines (Federation of South African Women, FEDSAW) était un groupe d'influence politique créé le 17 avril 1954,. Au congrès inaugural de la FEDSAW, une « charte des femmes » est adoptée. 

## Buts
Le but de la fédération est de réunir, sans distinction de race, de couleur ou de croyance, les femmes d'Afrique du Sud afin d'assurer l'égalité des chances, d'éliminer les handicaps sociaux, juridiques et économiques et d'œuvrer pour la protection des femmes et des enfants.
La Fédération expose que son but principal est la lutte contre l'apartheid. Mais elle considère en outre que cela ne pourra se faire qu'à l'aide de la population féminine. À l'époque, inspirée censément par les traditions tribales, la loi sud-africaine considère les femmes africaines comme des mineures sous la tutelle des mâles. La FEDSAW entend lutter contre cette conception intolérable et rétrograde au regard de la société de l'époque.
La « charte des femmes » est reprise en 1955 dans la Charte de la liberté rédigée par le Congrès de l'alliance.
Le 9 août 1956, la Fédération organise une marche des femmes devant les Union Buildings (le siège du gouvernement à Pretoria). Ce rassemblement est le plus grand jamais réuni à cet endroit à l'époque, ce qui démontre le poids et l'engagement des femmes. Depuis, le 9 août est devenu la journée de la femme et un jour férié en Afrique du Sud.

### Crédit
- (en) Cet article est partiellement ou en totalité issu de l’article de Wikipédia en anglais intitulé « Federation of South African Women » (voir la liste des auteurs).

### Traduction
1. ↑  (en) « Founded initially as an individual membership organization, in time FEDSAW became a federation of affiliate organizations. At FEDSAW's inaugural conference, a Women's Charter was adopted »